# Belgian Open (tennis)
Het Belgian Open werd voor het eerst georganiseerd aan het einde van de 19e eeuw. De geschiedenis gaat minstens terug tot 1897. Vanaf het einde van de 19e eeuw tot en met 1970 werd er voor zowel de vrouwen als de mannen een toernooi georganiseerd. Van 1971 tot en met 1981 werd het toernooi uitsluitend voor de mannen georganiseerd in Brussel onder de naam Belgian Open Championships.
Voor de uitslagen bij de mannen zie het ATP-toernooi van Brussel Outdoor.
Gedurende 1987–2002 werd in drie afzonderlijke perioden in vijf plaatsen in België gespeeld. Alle toernooien in deze periode werden georganiseerd door de Women's Tennis Association WTA.

## Chronologisch overzicht
| jaar      | datum              | plaats             | toernooinaam                   |
| --------- | ------------------ | ------------------ | ------------------------------ |
| 1987      | 6–12 juli          | Knokke-Heist       | Belgian Open                   |
| 1988      | 11–17 juli         | Brussel            | Belgian Open                   |
| 1989      | 17–23 juli         | Brussel            | Belgian Open                   |
| 1990–1991 | niet georganiseerd | niet georganiseerd | niet georganiseerd             |
| 1992      | 4–10 mei           | Waregem            | Belgian Open                   |
| 1993      | 3–9 mei            | Luik               | Belgian Open                   |
| 1994–1998 | niet georganiseerd | niet georganiseerd | niet georganiseerd             |
| 1999      | 10–16 mei          | Antwerpen          | Flanders Women's Open          |
| 2000      | 15–21 mei          | Antwerpen          | Mexx Sport Benelux Open        |
| 2001      | 13–19 mei          | Antwerpen          | TennisCup Vlaanderen           |
| 2002      | 8–14 juli          | Brussel            | French Community Championships |